# Criollo (rasa koni)

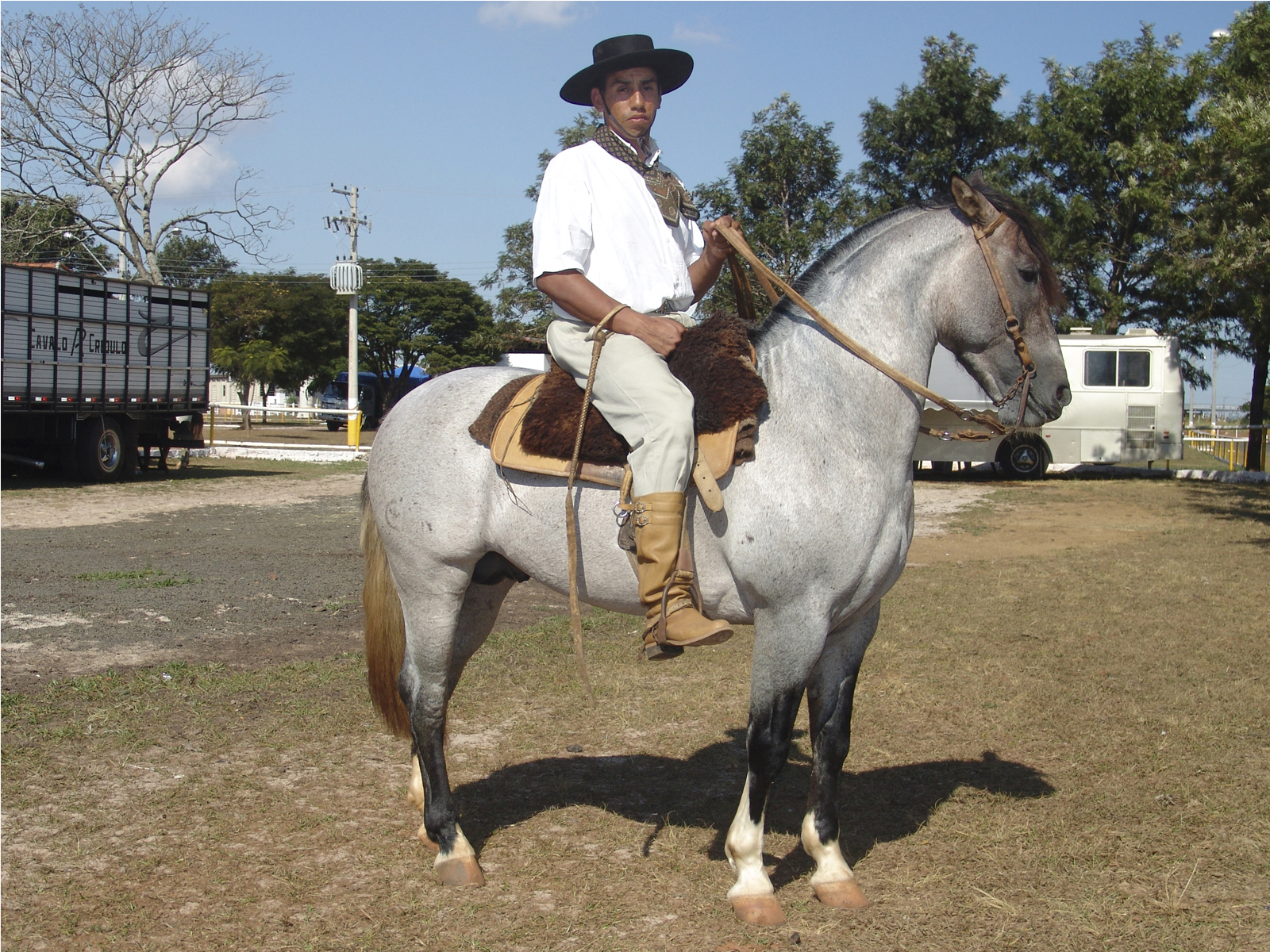
Criollo z Brazylii

Criollo – jedna z ras konia domowego.

## Historia, pochodzenie
Jest to brazylijska odmiana Mangalargi. Rasa ta rozwinęła się w Ameryce Południowej z koni sprowadzonych w XVI wieku przez Hiszpanów. Dzisiaj koń Criollo znany jest w Chile jako Caballo Chileno (koń chilijski), Gujira w Kolumbii, Llamero w Wenezueli i Paso w Peru. Głównymi podtypami są Morochuco w Andach, Crioulo, Mangalarga i Campolino (wszystkie w Brazylii) oraz Costeño w Peru.

## Użytkowość
Konie te użytkuje się głównie pod siodło. 

## Budowa
Mogą mieć praktycznie każde umaszczenie, przeważnie z białymi odmianami, choć brazylijski typ Mangalarga jest zwykle ciemnosiwy, dereszowaty lub kasztanowaty. 
Średnia wysokość w kłębie to 142 cm do 152 cm.